# أخلاقيات افعلها بنفسك

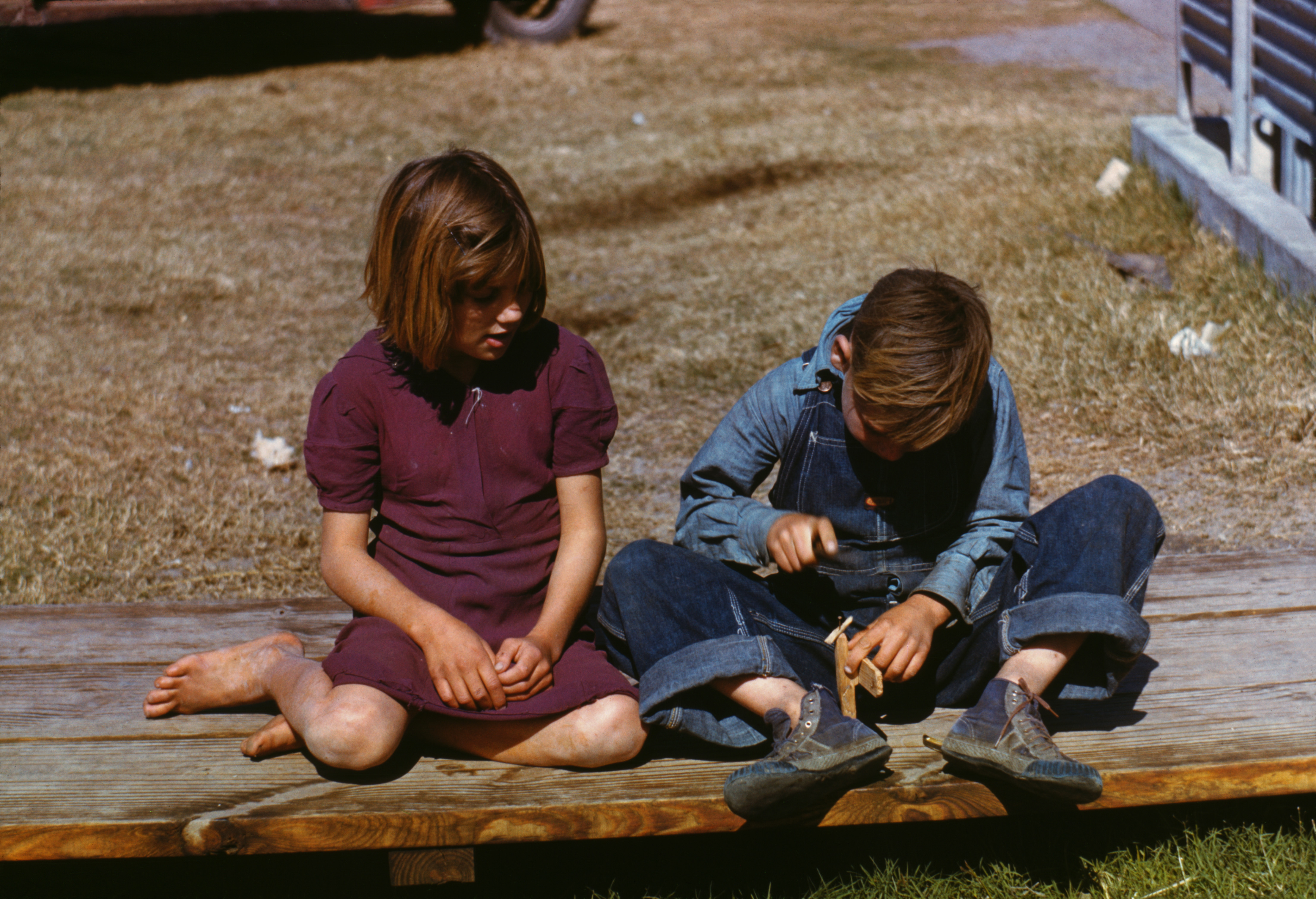
فتى يقوم ببناء نموذج طائرة بمفرده

أخلاقيات افعلها بنفسك هي أخلاقيات الاكتفاء الذاتي التي تسعى لإنجاز المهام دون مساعدة شخص خبير مدفوع الأجر. تدعم أخلاقيات افعلها بنفسك فكرة أن أي شخص قادر على أداء مجموعة متنوعة من المهام بدلًا من الاعتماد على متخصصين ودفع أجرهم.
تتطلب أخلاقيات افعلها بنفسك أن يبحث الشخص عن المعرفة المطلوبة لإكمال مهمة معينة. ومن الأمور الأساسية في هذه الأخلاقيات دعم الأفراد والمجتمعات وتشجيع استخدام الأساليب البديلة عند مواجهة عقبات بيروقراطية أو مجتمعية تحول دون تحقيق الأهداف.

## ثقافة البانك
يمكن للمرء أن يعبر عن نفسه وينتج أعمالًا جادة وفعالة بموارد محدودة وفقًا لثقافة البانك. كان أول مثال على هذا في أوساط موسيقى البانك في السبعينيات. إنها ترفض ثقافة المستهلك من خلال استخدام الأنظمة أو العمليات الحالية التي من شأنها تعزيز الاعتماد على الهياكل المجتمعية القائمة.
تنطبق أخلاقيات افعلها بنفسك أيضًا على الحياة اليومية البسيطة، مثل:
- تعلّم إصلاح الدراجات بدلًا من أخذ الدراجة إلى الميكانيكي المختص لإصلاحها.
- الخياطة وإصلاح أو تعديل الملابس بدلًا من شراء ملابس جديدة.
- زراعة النباتات.
- استصلاح المنتجات القابلة لإعادة التدوير عن طريق فرز القمامة.

يدرّس بعض المعلمون أيضًا تقنيات افعلها بنفسك.

## الموسيقى
تعود أصول الموسيقى التجارية لثقافة افعلها بنفسك إلى موسيقى البانك روك في منتصف السبعينيات. وقد طُورت كوسيلة لتغيير نمط صناعة الموسيقى السائد. تستطيع فرق موسيقى افعلها بنفسك تطوير علاقة وثيقة بين الفنانين والمعجبين من خلال سيطرتها على سلسلة الإنتاج والتوزيع بأكملها. تمنحك موسيقى افعلها بنفسك التحكم فرصة بالمنتج النهائي بشكل كامل دون الحاجة إلى حلول وسطية.
تبنّت أعمال الشغب المرتبطة بالموجة النسوية الثالثة القيم الأساسية لأخلاقيات افعلها بنفسك من خلال الاستفادة من طرق الاتصال الإبداعية من خلال مجلة زاين وغيرها من المشاريع.
يمكن لمناصري أخلاقيات افعلها بنفسك العمل بشكل جماعي أيضًا. على سبيل المثال: كانت العروض المُقدمة على الأقرص المضغوطة من قبل ديفيد فيرغسون عبارة عن نتاج ثقافة افعلها بنفسك لإقامة الحفلات الموسيقية وشبكة شركات واستديوهات التسجيل.

## ركوب ألواح التزلج والدراجات

### ركوب ألواح التزلج
في ثقافة التزلج على الألواح، تمثل حلبات افعلها بنفسك للتزلج حدائق أو مناطق تزلج صنعها المتزلجون بأنفسهم. يتضمن ذلك الأعمال الخشبية والخرسانية ومجموعة كبيرة ومتنوعة من الأعمال الحرفية لبناء حلبات التزلج الرائعة.
يقال إن أول حلبة تزلج بنيت كانت حلبة بورنسايد التي تقع في بورتلاند. وتُعتبر مثالًا بارزًا عن العمل الذي بني دون إذن، وأُعطيت الموافقة عليها في المدينة لاحقًا. تظهر الحديقة في فيلم «إطلاق سراح ويلي» لعام 1993. وكانت الحديقة في عام 1999 جزءًا من سلسلة ألعاب الفيديو توني هوك. وكانت في عام 2007 مركز تصوير فلم بارانويد بارك للمخرج غوس فان سانت.
انتشرت هذه الثقافة بعد ذلك وبدأت الحدائق الأخرى بالظهور. بعض الأمثلة: حديقة فرانكلين ديلانو روزفيلت من فيلادلفيا، حديقة شارع سان دييغو في واشنطن، وحديقة شارع قناة سان بيدرو، وشارع مارجينال في سياتل، وطريق الملك سان لويس السريع، ومؤخرًا حديقة التزلج في بروكلين في بورتلاند.
شقّت ثقافة التزلج على الألواح اليدوية بأسلوب افعلها بنفسك طريقها إلى أوروبا والبرازيل مثل ساحة دوو وأجزاء أخرى من العالم، وأصبحت الأسلوب والموضوع الرئيسي لنهج بونتوس آلف في صناعة أفلام التزلج.

### ركوب الدراجات
يمكن أن تتضمن مشاريع افعلها بنفسك لركوب الدراجات طرقًا مبتكرة لتجديد أو تغيير دراجتك، ولكنها مبنية بشكل أساسي على تمكين راكبي الدراجات من فهم كيفية عمل دراجاتهم ومدى سهولة إصلاحها من أجل جعل ركوب الدراجات وسيلة نقل أسهل. شهد بيع الدراجات أيضًا زيادة في متاجر افعلها بنفسك مثل متجر مطبخ الدراجات في لوس أنجلوس، حيث يمكن لأي شخص الدخول والحصول على التوجيه بواسطة متطوع وشراء الأدوات لإصلاح دراجته وتعديلها.

## أخلاقيات افعلها بنفسك حول العالم

### المملكة المتحدة
نشأت أفكار افعلها بنفسك في أواخر الستينيات وأوائل السبعينيات من القرن العشرين من خلال المهرجانات المجانية التي تطورت إلى معسكرات احتجاج (ضمت عناصر ذوي ميول متطرفة مثل حركات النبض والسلام) ثم تطورت إلى حركات بانك من خلال فرق مثل كراس. أصبحت ثقافة افعلها بنفسك حركة معترف بها في تسعينيات القرن العشرين في المملكة المتحدة، إذ توافق الاحتجاج (العمل المباشر) والحزب (المهرجان). وكان المثال الرئيسي لهذه الحركة «جماعة السفر» (اسم الكتاب الثاني من الإنجيل). اعتُبر هذا التطور تبادلًا كبيرًا للمتعة والسياسة يشبه السياسة المناهضة للانضباط في الستينيات. شدّدوا خلال التسعينيات على الرغبة في التعاون الاقتصادي وتقديم المساعدة المتبادلة والالتزام بعدم تسليع الفن وتخصيص التكنولوجيا الرقمية والاتصالات لخدمة المجتمع والالتزام بالتكنولوجيا البديلة مثل وقود الديزل الحيوي. اتخذت حكومة المحافظون إجراءات صارمة تعلقت بالاستيطان العشوائي ونشطاء حقوق الحيوان والسياسة الخضراء والرحّل الأيرلنديين وحفلات رقص (الريف) وثقافة الرقص من عام 1991 وحتى عام 1997.
أقرّت المملكة المتحدة في عام 1994 قانون العدالة الجنائية والنظام العام الذي تضمن عدة أقسام هدفت إلى تقليص حركات الاحزاب النامية واحتجاجات قطع الطرق (مثّلها في بعض الأحيان راقصوا الريف والرحّل الأيرلنديين). مكّن القانون الشرطة من القبض على المواطنين الذين بدا أنهم يستعدون لإقامة حفلات رقص الريف أو حضورها.

### الإنترنت
سهلت التطورات التقنية ومواقع الإنترنت الجديدة والتطبيقات والابتكارات في السنوات العشرة الأخيرة جميع أنواع عمليات الاستوديوهات المهنية لصنع أعمال عالية الجودة من قبل الفنانين والمصنعين والمبدعين أنفسهم. أعطت التطورات في برامج الوسائط وانتشار الوصول إلى الإنترنت فائق السرعة الفنانين من جميع الأعمار وجميع أنحاء العالم فرصة لصنع أفلامهم أو أغانيهم أو أي محتوى إبداعي آخر وتوزيعه على الويب. تُعرض مثل هذه الأعمال على صفحة رئيسية خاصة بالفنان عادةً، وتكتسب الشعبية من خلال كلام شفهي أو إرفاقها بسلسلة من الأحرف (يُعرف باسم التسويق الفيروسي).
تتيح مواقع مثل نيو غراوندس وديفيانت آرت للمستخدمين نشر أعمالهم الفنية وتلقي نقد الجمهور، بينما يسمح موقع إنستراكتبلز للفنانين بعرض أعمالهم في تنسيق تعليمي على الموقع. أصبح من الشائع لمصممي المحتوى مشاركة أعمالهم وتلقي الأرباح عبر الإنترنت. يمكن للموسيقيين توزيع الموسيقى على الإنترنت بشكل مستقل دون تمويل تجاري باستخدام نفس الحاسوب الذي استُخدم في التسجيل.